# POGの達人
『POGの達人』（ピー・オー・ジーのたつじん）は、株式会社光文社が発行している年刊の競馬ムック。ペーパーオーナーゲーム（POG）に関する情報を専門で扱う。別名POG赤本。競馬業界では単に「赤本」と呼ばれることも多い。

## 概要
競馬ライターの須田鷹雄が監修。1995年より毎年5月中旬あたりに発売され、2009～2010年度版は定価1600円となっている。
2歳馬の馬体写真や評判を中心に、良血馬の揃っている社台グループだけでなく、サラブレッドクラブ・ラフィアン・ノースヒルズ・栄進牧場の馬も取り扱っている。産地馬体検査で撮られた馬体写真を数多く掲載しているほか、厩舎への入厩状況・馬名登録の状況についても情報を掲載している。年によってはPOGに協力的な馬主・調教師のインタビューなども掲載する。
外国産馬については、以前は須田らがアメリカのトレーニングセールを直接取材していたが、外国産馬の日本での登録数が大きく減少したため、現在は輸入予定のある馬について海外競馬評論家の合田直弘が解説を担当するのみとなっている。
誌上でも毎年須田・合田らライター陣に競馬新聞・スポーツ新聞のトラックマン等、さらに年によってはさとう珠緒（2011年まで）のような芸能人も加えたPOGを実施している。翌年の赤本でその結果（発売時期の関係上、基本的に皐月賞終了時点のもの）が発表され、下位に沈んだメンバーについては罰ゲームやメンバー交代等が行われる。
近年はマンネリ化・単調化してきたPOGに対して、何とかテコ入れできないかと模索している部分が見られる(POGの品格やハンデ付きPOGなどの企画)。現在、他の競馬雑誌などがPOGの企画を積極的に扱ってきて、POGメディアは飽和状態にある。そんな中でパイオニア的存在であったPOGの達人が、新たな企画を提案していくという流れであったともいえる。

## 主なコーナー
- カラーパドック
- 育成リポート
- 産地馬体検査リポート
- 厩舎リポート
- 誌上ドラフト
- イケてなかった馬列伝
- 2歳馬名簿

## その他
POGとはいわば麻雀用語で言う外ウマであり、それだけを取れば現場の人間からすればあまり好ましくないともいえる。馬主や調教師、一口馬主クラブの中にもPOG関連の取材を拒否するところもある。しかしPOGがきっかけで、2歳戦のレースに興味をもったり、一口馬主なる人もいて、競馬全体の利益に繋がっている部分もあるといえなくもない。先述のテコ入れだけでなく、こういった訴えもPOGの達人には見られる。